# Philodendron longipes
Philodendron longipes är en kallaväxtart som beskrevs av Adolf Engler. Philodendron longipes ingår i släktet Philodendron och familjen kallaväxter.
Artens utbredningsområde är Colombia. Inga underarter finns listade.